# Религия в Дании

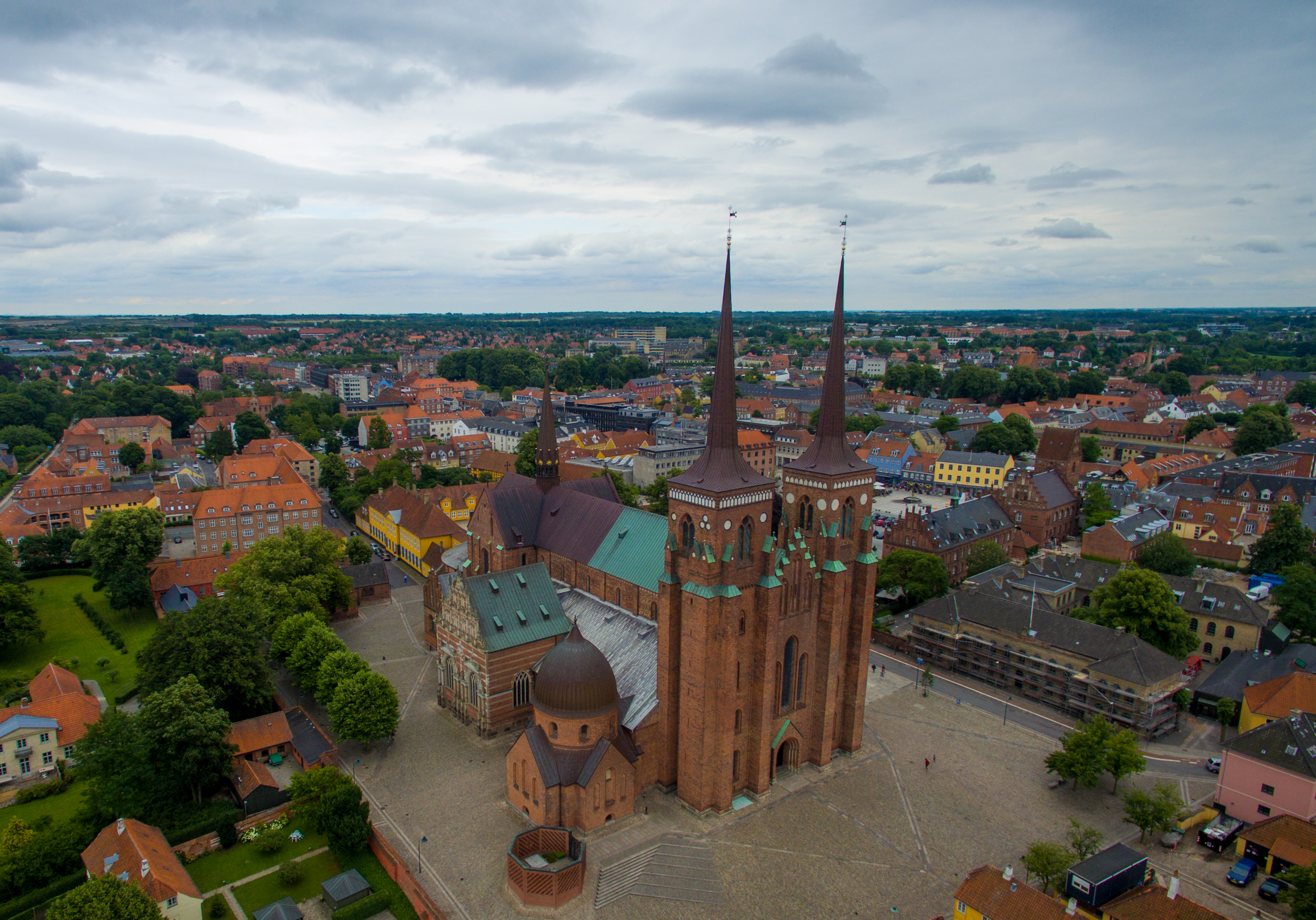
Собор Роскилле главный собор Дании, усыпальница датских королей c XVI века. Внесён в 1995 году в список всемирного наследия ЮНЕСКО.

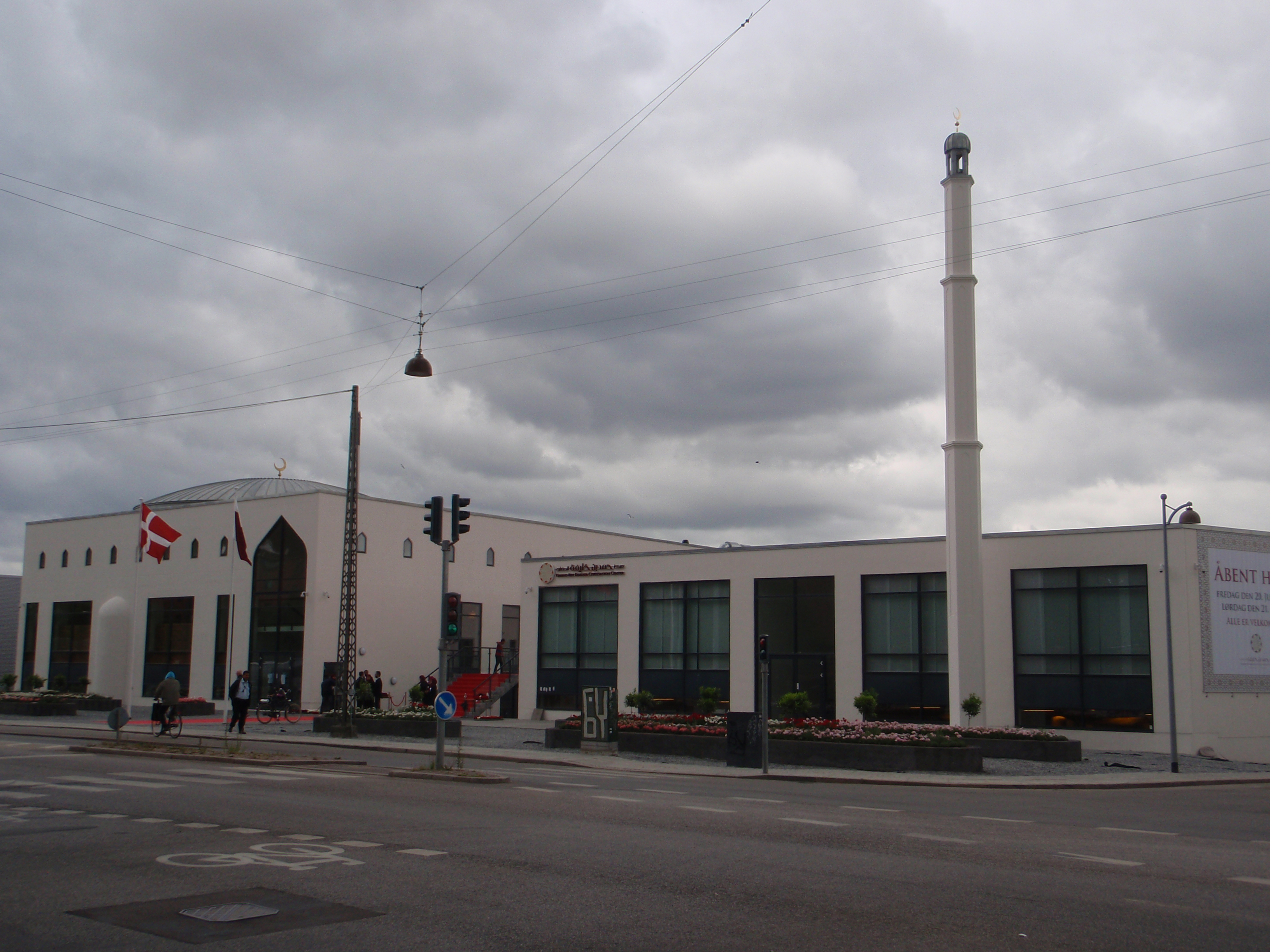
Цивилизационный центр Хамада бин Халифа, назван в честь шейха Хамада бин Халифа Аль Тани эмира Катара финансировавшего строительство. Мечеть и исламский культурный центр, построен в 2014 году, это первая мечетью в Дании с минаретом и одна из крупнейших в Европе.

Наиболее известной и распространённой религией в Дании является Евангельская Лютеранская Церковь Датского Народа, которая имеет статус государственной религии. Тем не менее также проживают в Дании представители многих иных религиозных традиций. Благодаря массовой иммиграции 1980-х и 1990-х, второй по числу верующих религией является ислам.
В целом датчане не очень религиозны, по данным исследования 2005 года Дания третья по количеству атеистов и агностиков страна в мире, их доля в населении от 43 % до 80 %. Исследование Евробарометра 2005 года показало, что 31 % датских граждан считают, что верят в Бога, 49 % верят в некий дух или жизненную силу, и 19 % не верят ни во что из вышеперечисленного. Несмотря на это Рождество остаётся самым популярным праздником в Дании, хотя его празднование происходит больше по культурным, чем по религиозным мотивам.
К концу 2007 года 82,1 % датчан были членами Церкви Датского Народа, в 2008 численность упала до 81,5 %. Однако, как и остальной Скандинавии, Северо-Западной Европе и Великобритании, лишь незначительное меньшинство (менее 10% от общей численности населения) посещает церкви для воскресной службы. 
Состав населения Дании по вероисповеданию по состоянию на 2019 год: 74,7 % — протестанты, 5,5 % — мусульмане, 19,8 % — исповедуют другие религии / иррелигиозны / нет данных.
По состоянию на 1 январь 2020 года 74,4 % населения Дании были членами Церкви Датского Народа, это снижение на 0,4% по сравнению с 2019 годом и на 1 % по сравнению с 2018 годом. Несмотря на большое количество членов, только 3 % населения регулярно посещают воскресные службы, и только 19 % от всего населения Дании считают религию важной частью своей жизни. По состоянию на 1 январь 2020 года в Копенгагене число членов  Церкви Датского Народа составляло 56,4 %.
Католицизм, по данным ватиканской статистики, исповедует 0,6 % населения Дании.
Христианство также редко используется в политике, Христианско-демократическая партия Дании является единственной политической партией, которая регулярно использует религиозную риторику и её влияние является очень низким с менее чем 2 % поддерживающих их избирателей.
В соответствии данными центра Jørn Borup (отдел по изучению религии в университете Орхуса, Дания), в Дании проживают также около 20 тысяч последователей буддизма (см.Оле Нидал).
Существуют также около 500 зарегистрированных представителей дохристианских датских верований (0,01 % населения). В 2003 году зарегистрирована неоязыческая организация Форн Сидр.
Мусульманское большинство депутатов города Коккедал выступило в 2012 году против установки городской рождественской ёлки.

## Религия в конституции Дании
- § 4 Церковь Датского Народа устанавливается в качестве государственной церкви Дании.
- § 6 Датский монарх (в настоящее время Фредерик Х ), должен быть членом государственной церкви.
- § 67 гарантирует свободу вероисповедания.
- § 70 гарантирует свободу вероисповедания в обеспечении гражданских и политических прав, они не могут быть ограничены из-за расовой принадлежности или религиозных убеждений. В нем также говорится, что расовая принадлежность и религиозные убеждения не могут быть причиной для освобождения от гражданских обязанностей.
- § 71 гарантирует, что никто не может быть лишён свободы из-за религиозных убеждений.